# François Jolivet
Pour les articles homonymes, voir Jollivet et Jolivet.
François Jolivet, né le 21 mars 1966 à Châteauroux (Indre), est un homme politique français.
Maire de Saint-Maur de 1995 à 2017 et conseiller régional du Centre de 2004 à 2015, il est d'abord militant de l'Union pour un mouvement populaire, devenue Les Républicains. Investi par La République en marche, il est élu député dans la première circonscription de l'Indre lors des élections législatives de 2017.

## Formation et carrière professionnelle
François Jolivet naît en 1966 à Châteauroux.
Il est titulaire d’une maîtrise de droit public à la faculté de droit de Poitiers, d’un diplôme d'études supérieures spécialisées (DESS) de gestion à l’Institut d'administration des entreprises (IAE) de Poitiers ainsi que d’un mastère de management du groupe de l’École supérieure de commerce de Bordeaux.
À partir de 1990, il est assistant parlementaire du sénateur François Gerbaud,. En 1992, il rejoint les services du conseil général de l’Indre, où il exerce les fonctions de juriste auprès du directeur général des services. En 1993, il lui est confié la mission du contrôle économique des satellites départementaux. Par la suite, il occupe le poste de directeur général de l’OPAC (Office public de l'habitat, d'aménagement et de construction) à Châteauroux. En 2010, il rejoint le groupe ICF Habitat (groupe SNCF), où il prend la tête de la direction clientèle. En avril 2016, il est nommé directeur général d’ICF Habitat Atlantique.

## Parcours politique

### Élu local
Maire de la commune de Saint-Maur (Indre) de 1995 à 2017, il est aussi vice-président de la communauté d’agglomération castelroussine de 2000 à 2017,. Il démissionne de ses fonctions après avoir été élu député, en conformité avec la loi sur le cumul des mandat.
Il exerce également les fonctions de conseiller régional du Centre (élu dans l'Indre) entre 2004 et 2015,. Il est candidat sur la liste d'union de la droite lors des élections régionales de 2015 en Centre-Val de Loire. Lors des élections régionales de 2021 en Centre-Val de Loire, il est candidat sur la liste de Marc Fesneau (Modem).
Lors des élections municipales françaises de 2020, il est candidat à Saint-Maur sur la liste menée par Ludovic Réau, qui lui a succédé en 2017. Il est élu conseiller municipal. En octobre 2020, le maire Ludovic Réau démissionne avec onze autres élus du conseil municipal, accusant François Jolivet d'avoir retourné le conseil municipal contre lui et de ne plus pouvoir prendre de décisions. Lors de l'élection qui suit, en mars 2021, la liste soutenue par François Jolivet perd contre le maire démissionnaire.

### Député de l'Indre
Candidat aux élections législatives de 2012 dans la première circonscription de l'Indre, il échoue au second tour avec 41,20 % des voix face au socialiste Jean-Paul Chanteguet, dont Michel Sapin est le suppléant.
Lors de la primaire de la droite et du centre de 2016, il est référent de Bruno Le Maire.
En vue des législatives de 2017, il annonce sa candidature dans la première circonscription de l'Indre, alors que LR a déjà investi Paulette Picard, présidente de la CCI de l’Indre,,. À l'initiative de Bruno Le Maire, qui n'a pas encore intégré le gouvernement Édouard Philippe, il est finalement investi par La République en marche (LREM), tout en se présentant comme « un homme de droite »,. Il l'emporte avec 70,4 % des voix au second tour, face la candidate du Front national.
En novembre 2017, il indique avoir adhéré à LREM et annonce qu'il ne renouvellera pas son adhésion à LR.
Membre de la commission des finances, il en est le rapporteur spécial au logement. Le 2 novembre 2017, il présente un rapport du projet de loi finances 2018 prévoyant en matière d’APL un prélèvement plus progressif et un étalage de la réforme prévue sur trois ans,,.
En juillet 2019, à l'approche des élections pour le renouvellement des postes à responsabilités au sein du groupe LREM à l'Assemblée, il se porte candidat à la présidence du groupe LREM. Il se présente finalement en duo paritaire avec la députée de la Nièvre Perrine Goulet. Alors que Gilles Le Gendre est réélu dès le premier tour, leur ticket arrive en quatrième position sur six avec 17 voix.
Lors de l'examen à l'Assemblée du projet de loi confortant le respect des principes de la République, il est à l’initiative d’une proposition de loi « portant interdiction de l’écriture inclusive pour les personnes morales en charge d’un service public », soutenue par une quarantaine de députés, y compris dans l'opposition.
Nommé rapporteur chargé des crédits « logement » du projet de loi de finances en 2023, il recrute l’ex-responsable des affaires publiques d’Airbnb. Le site d'actualité Mediapart relève un possible conflit d’intérêt, la question des niches fiscales accordées aux plateformes étant débattue dans le projet de loi.

### Prises de position
En octobre 2019, il vote contre le texte de loi sur la bioéthique, dont la mesure phare autorisant la procréation médicalement assistée pour toutes fait débat. Il se déclare par ailleurs opposé au mariage pour tous.
Au sein du groupe LREM, il défend une réforme de l'Observatoire de la laïcité et un changement de direction. Sur ce sujet, il est proche d'Aurore Bergé et de la ligne du Printemps républicain. En mars 2020, il s'oppose au député Aurélien Taché sur Twitter, l'accusant de relayer un message communautaire et contraire aux valeurs de la République.
À l'Assemblée nationale, il intervient en particulier sur les questions sociétales. Il s'engage dans une « croisade contre le wokisme », défend l'idée de sanctionner les parents de mineurs délinquants, ainsi qu'une proposition de loi visant à interdire l'usage de l'écriture inclusive dans l'administration. Il est également actif sur la question du logement.
Il vote généralement les textes présentés par la majorité, tels que les lois sécuritaires, le retour des pesticides néonicotinoïdes ou la loi Pénicaud sur le code du travail. Il s'abstient néanmoins sur la Loi Climat.
Lors de la pandémie de Covid-19, il propose de créer un statut de reconnaissance nationale aux enfants de soignants décédés de leur engagement contre le virus. Il évoque aussi l'extension du dispositif de pupille de la Nation. Le texte est adopté par l’ensemble des groupes politiques.

## Détail des mandats et fonctions
- depuis le 21 juin 2017 : député de la première circonscription de l'Indre
- avril 2004 - décembre 2015 : conseiller régional du Centre
- juin 1995 - juin 2017 : maire de Saint-Maur